# Sea Shadow (IX-529)

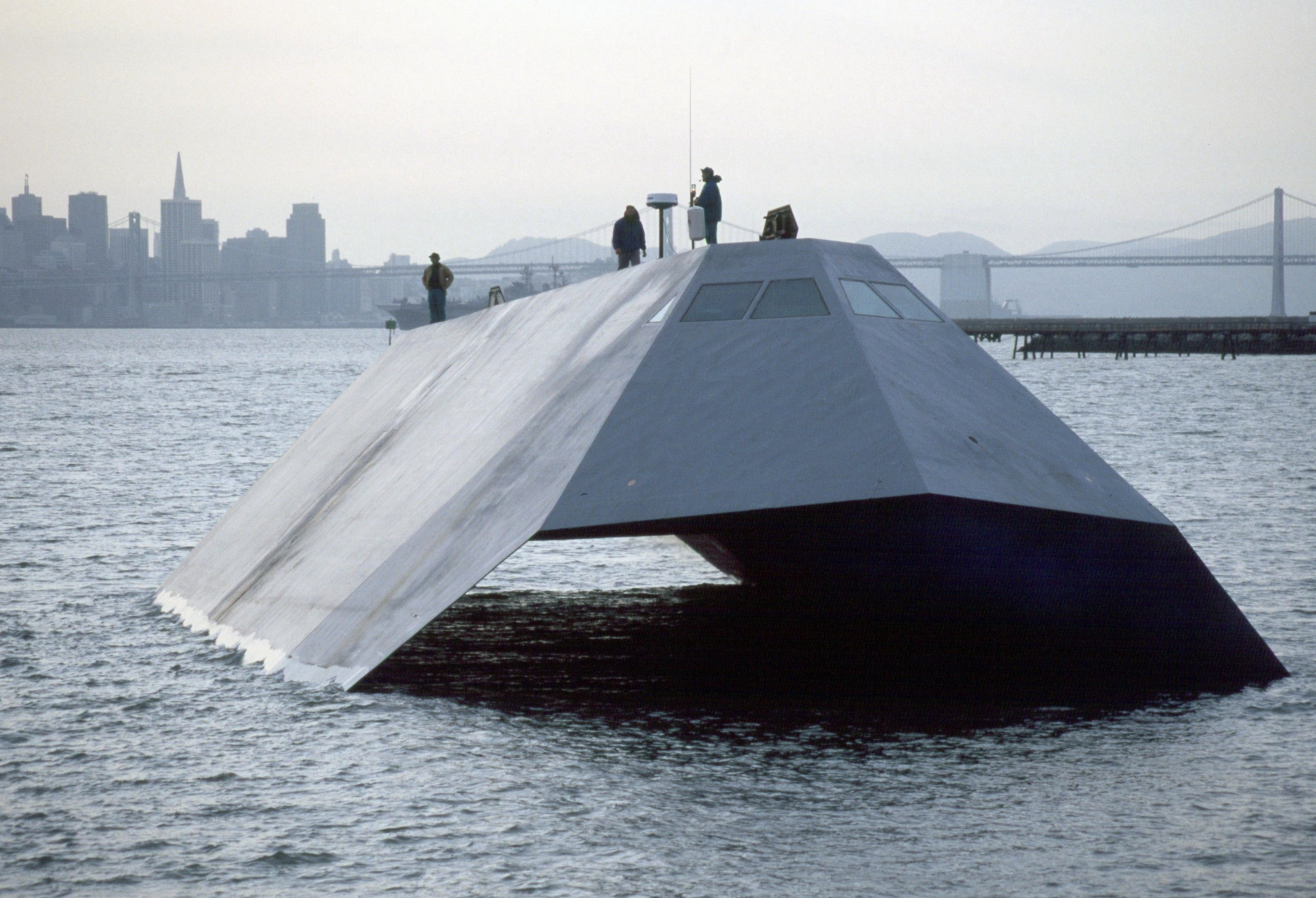
O Sea Shadow perto da baía de São Francisco, em 1999.

O Sea Shadow (IX-529) foi um navio experimental Stealth, ou seja não pode ser localizado por radar ou por sonar, fazendo isso utilizando seus ângulos retos que refletem as ondas do radar, tornando-o literalmente "invisivel" ao radar. Alem disso deixava pouco rastro pela água, o que dificultava sua localização por aeronaves, fazendo isso pois se apoiava sobre duas superfícies finas.

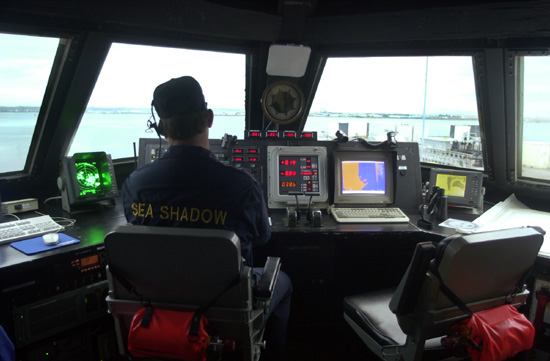
A ponte de comando do Sea Shadow.

O Sea Shadow foi revelado ao público em 1993 após quase dez anos de desenvolvimento pela empresa DARPA (tendo sido construído pela Lockheed Shipbuilding and Construction Company) e foi ancorado na Base Naval de San Diego até setembro de 2006, quando foi realocado pela barcaça Hughes Mining até a Base da reserva em Suisun, na cidade de Benicia, na Califórnia. Até 2006, o Sea Shadow e o HMB-1 eram mantidos e operados pela Lockheed Martin para a Marinha dos Estados Unidos. As embarcações estavam disponíveis para doação a um museu marítimo.
Embora o projeto tenha sido abandonado devido ao seu custo elevado, vários dos desenvolvimentos tecnológicos foram levados para outras embarcações da frota americana. Por exemplo, os navios de pesquisa USNS Impeccable e USNS Victorious herdaram o estabilizador e o método canard para ajudar a realizar suas missões de coleta de inteligência sensíveis à estabilidade.
Em 2006, a marinha dos Estados Unidos tentou vender o Sea Shadow em leilão; depois que a oferta inicial não encontrou interesse, a embarcação foi listada para desmantelamento. O governo dos Estados Unidos determinou que o comprador não navegasse o navio e fosse obrigado a descartá-lo. A embarcação foi finalmente vendida em 2012, sendo desmantelado no mesmo ano.